# Stage Door Canteen
Stage Door Canteen ist ein Musikfilm, der als Produktion der Sol Lesser Productions unter der Regie von Frank Borzage gedreht wurde. Zahlreiche populäre Schauspieler, Bandleader und Musiker wie Tallulah Bankhead, Count Basie, Xavier Cugat, Benny Goodman, Katharine Hepburn, George Jessel, Kay Kyser, Guy Lombardo, Harpo Marx, Freddy Martin, Yehudi Menuhin, Paul Muni, George Raft, Ethel Waters und Johnny Weissmuller hatten in dem Film Cameo-Auftritte.

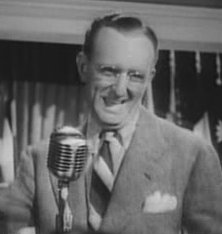
Kyser in Stage Door Canteen 1943

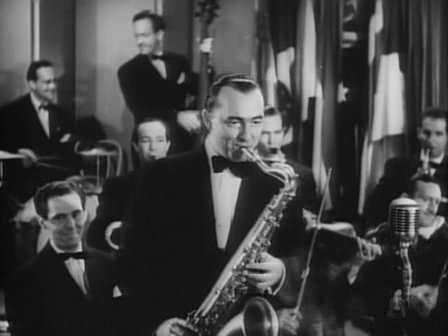
Freddy Martin in Stage Door Canteen 1943

## Handlung
Vier junge Soldaten – Dakota Smith, Tex, California Jack Gilman und Jersey – haben einen 24-stündigen Aufenthalt in New York, bevor sie zum Kriegseinsatz auslaufen werden; die Wartezeit verbringen sie in der Stage Door Canteen. Eine Reihe junger Frauen arbeiten als freiwillige Helferinnen in der Canteen; dabei müssen sie sich den strikten Regeln der Leitung unterwerfen, die verlangen, dass sie vor allem als freundschaftliche Tanzpartner für die auf ihren Einsatzbefehl wartenden Soldaten zu agieren haben; romantische Beziehungen sind dabei strikt untersagt. Jedoch verliebt sich eine der jungen Frauen prompt in einen Soldaten.

## Hintergrund
Der Film würdigt die gleichnamige Stage Door Canteen, die in New York City als Erholungszentrum für amerikanische und alliierte Militärpersonen geschaffen wurde und dabei ein Entertainment-Programm unterhielt, in dem vor allem Theaterschauspieler auftraten, organisiert vom American Theatre Wing. Für die Filmaufnahmen konnten die Originalschauplätze in der 44th Street nicht verwendet werden; daher wurde der Drehort in New York und in den Studios der RKO Radio Pictures in Culver City nachgebaut. Gegenstück zur Stage Door Canteen an der Ostküste der USA war an der Westküste die Hollywood Canteen, die in dem Film Hollywood Canteen gefeiert wurde.

## Auszeichnungen
Der von James V. Monaco und Al Dubin geschriebene Song „We Mustn’t Say Goodbye“ erhielt 1944 eine Oscar-Nominierung in der Kategorie Bester Song. Eine weitere Nominierung für die beste Filmmusik erhielt Freddie Rich.

## Sonstiges
- Das Szenenbild schuf Hans O. Peters, Harry Horner wirkte als Szenenbildner.
- Die junge Sängerin Peggy Lee trat als Bandvokalistin des Benny Goodman Orchestra mit dem Song Why Don't You Do Right auf.
- Sammy Kaye sang in dieser Zeit den Song I Left My Heart at the Stage Door Canteen.